# IJsdweilmachine

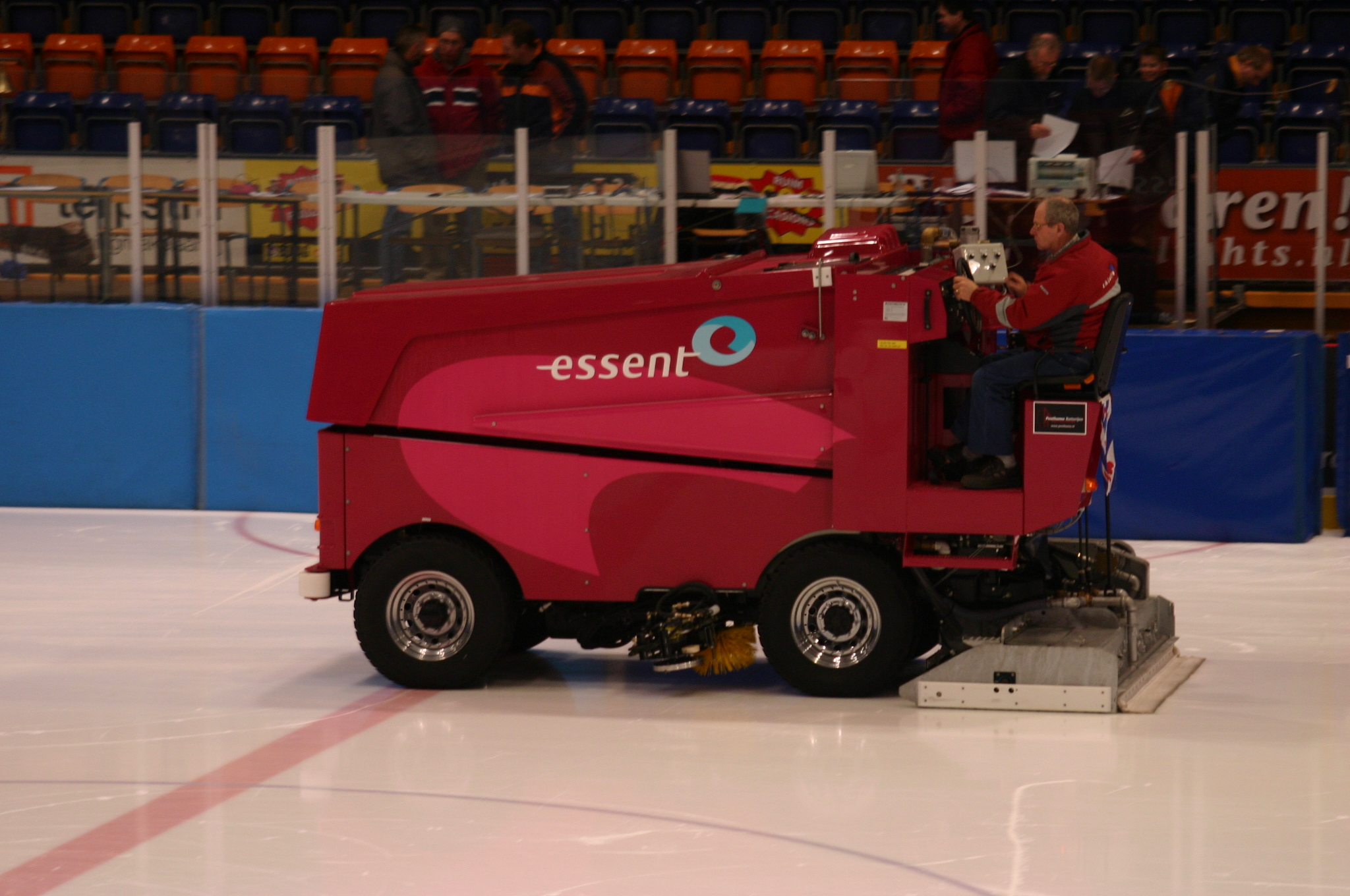
Een Zamboni-dweilmachine in actie in Thialf (Heerenveen)

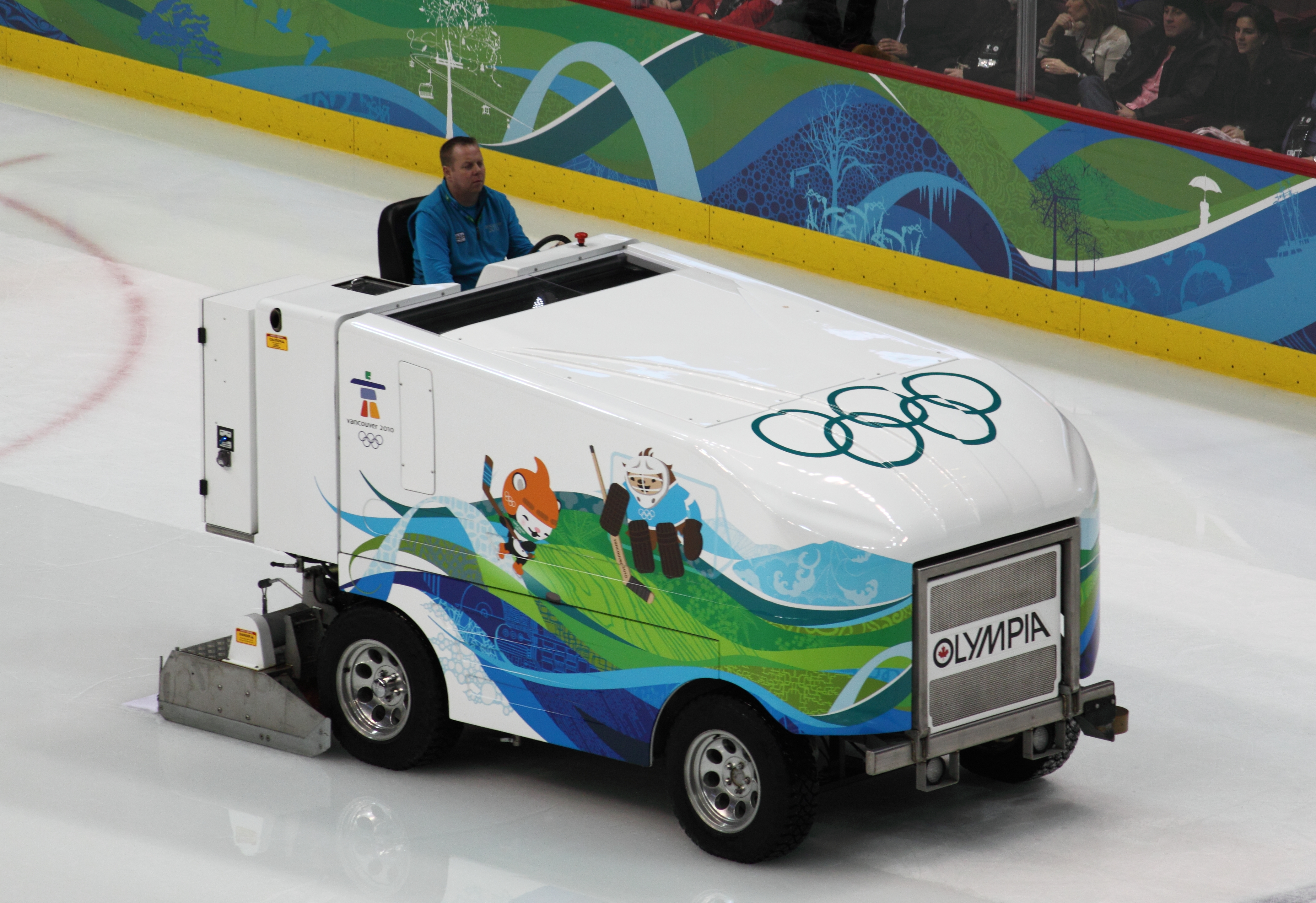
Olympia Cellect-ijsdweilmachine

Een ijsdweilmachine is een voertuig voor het onderhoud van ijsbanen.
IJsdweilmachines zijn nodig omdat schaatsbanen en ijsvloeren (bestemd voor ijshockey, langebaanschaatsen en kunstrijden op de schaats) slijten en beschadigd raken door gebruik. Er komen gaten, scheuren en sleuven in het ijs en het wordt dof, vuil en stroef. Vóór de uitvinding van de machine moest het bijwerken en herstellen van het ijs handmatig gebeuren, wat vele uren werk vergde.
Een dweilmachine schraapt eerst een laagje ijs van de baan en sproeit er dan een dun laagje warm water op. Dit vloeit direct in alle oneffenheden en levert een spiegelgladde en schone ijsbaan op. Een dweilmachine kan aangedreven worden door een verbrandingsmotor (op lpg) of door elektriciteit.
De machine wordt gebruikt in pauzes van wedstrijden en tijdens recreatieschaatsen op wedstrijdbanen(400m banen). Een gemiddelde dweilpauze duurt ongeveer een kwartier.
Vaak wordt als soortnaam zamboni gebruikt, naar de geregistreerde merknaam afkomstig van de Italiaans-Amerikaanse uitvinder en ontwikkelaar van het voertuig, Frank Zamboni jr. Om genericide te voorkomen, treedt Frank J. Zamboni & Co op tegen onrechtmatig gebruik van de naam 'Zamboni'.
Op de Olympische Winterspelen van 2010 in Vancouver werd de Olympia Cellect gebruikt, een elektrisch aangedreven voertuig van de voornaamste concurrent van Zamboni, het Canadese Resurfice Corp. Dit model bleek niet zo geschikt en daarom werd later overgeschakeld op een Zamboni. Overigens produceert ook Zamboni elektrische dweilmachines (Model 552) die zijn voorzien van een General Electric-motor. Deze werden onder andere gebruikt tijdens de Olympische Winterspelen van 2014 in Sotsji.

## Producenten
- Frank J. Zamboni & Co. Inc.
- Resurfice Corporation
- IceBear, onderdeel van Resurfice
- Engo
- WM Mulser
- Dupon
- Derol
- Icecat
- FICO
- Züko
- Fuji